# Вільне кування
Вільне кування.
Заготовку (шматок металу) попередньо нагрівають до пластичного стану й піддають багаторазовій і переривчастій обробці ударами ручного чи механізованого молота або силою тиску спеціального кувального преса до отримання заданої форми й розмірів. Такий процес називають вільним куванням, тому що метал при деформації тече вільно в напрямках, які не обмежені поверхнями інструменту. Необхідно пам'ятати, що при цьому змінюються не тільки форма й розміри заготовки, але й структура металу і його механічні властивості. У правильно кованого виробу механічні показники зазвичай вищі, ніж у литого. Виріб, що отримують у процесі кування, називається поковкою. Куванням виготовляють різні деталі: вали, бандажі для вагонних коліс, шатуни, болти, клапани та ін.
За способом механізації вільне кування поділяють на ручне кування і машинне кування. Ручне кування сьогодні застосовується порівняно мало, як правило в ремонтних майстернях, де виготовляють невеликі поковки. Машинне кування застосовують на кувальних молотах і пресах при серійному виробництві.
Основними операціями вільного кування є сплющування (осадка), протягування, прошивання (пробивання), гнуття, закручування, рубання та інші. Коротко охарактеризуємо їх:
-	сплющування – це кувальна операція, при якій зменшується висота заготовки за рахунок збільшення поперечних розмірів. Поковки дисків, зубчастих коліс і подібних до них деталей виготовляють тільки осадкою. Осадка проводиться бойками або осадовими плитами;
-	протягування– це збільшення довжини заготовки за рахунок зменшення її поперечного перерізу. Якщо кування повинно мати достатньо високі механічні якості за всіма напрямами, то воно спочатку осаджується, а потім протягується. Протяжку застосовують для виготовлення тяг, важелів, колон, валів і т. д.;
-	прошивання (пробивання) служить для отримання наскрізного отвору в заготовці. Для цього поковки нагрівають, укладають над отвором у ковадлі і встановленим зверху пробійником завдають ударів. Отвір пробивається спочатку з одного боку заготовки, а потім з іншого;
-	гнуття; іноді різні деталі машин і предмети широкого вжитку виготовляють гнуттям. Заготовці надають вигнуту форму в підкладних штампах і відповідних пристосуваннях;
-	закручування здійснюється так: наприклад, одне коліно поковки валу затискають бойками молота, а на інше надягають масивну вилку, кінець якої повільно повертають;
-	рубання – операція, яка полягає у відділенні однієї частини нагрітої заготовки від іншої за допомогою ковальської сокири.